# Zhang Yufei
Zhang Yufei (n. 19 aprilie 1998, Xuzhou, Republica Populară Chineză) este o înotătoare chineză, medaliată olimpică. A participat la 2 ediții ale Jocurilor Olimpice (2016, 2020) în care a câștigat două medalii de aur și două medalii de argint.